# 雷恰克农村居民点
雷恰克农村居民点（俄语：Лычакское сельское поселение）是俄罗斯联邦伏尔加格勒州弗罗洛沃区所属的一个农村居民点。其下辖有4个居民点，行政中心为雷恰克。据2016年统计，该农村居民点的人口为699人。